# Sedlescombe
Sedlescombe – wieś w Anglii, w hrabstwie East Sussex, w dystrykcie Rother. Leży 79 km na południowy wschód od Londynu. W 2011 miejscowość liczyła 1476 mieszkańców.